# Caquécia
Caquécia (em georgiano: კახეთი) é uma região (mkhare) da Geórgia Oriental formada na década de 1990 a partir da fusão da província histórica da Caquécia com a pequenina província da Tuxécia. Telavi é sua capital. A região compreende oito distritos administrativos: Telavi, Gurjaani, Cuareli, Sagarejo, Dedoplistscaro, Signani, Lagodequi e Aquemeta. Faz divisa com a Rússia a nordeste, o Azerbaijão a sudeste e as regiões georgianas de Misqueta-Montanhas e Baixa Ibéria a oeste. É uma área de disputa fronteiriça devido ao fato de o complexo monasterial de David Gareja se encontrar nos dois territórios.